# アーサー・ドナルドソン・スミス

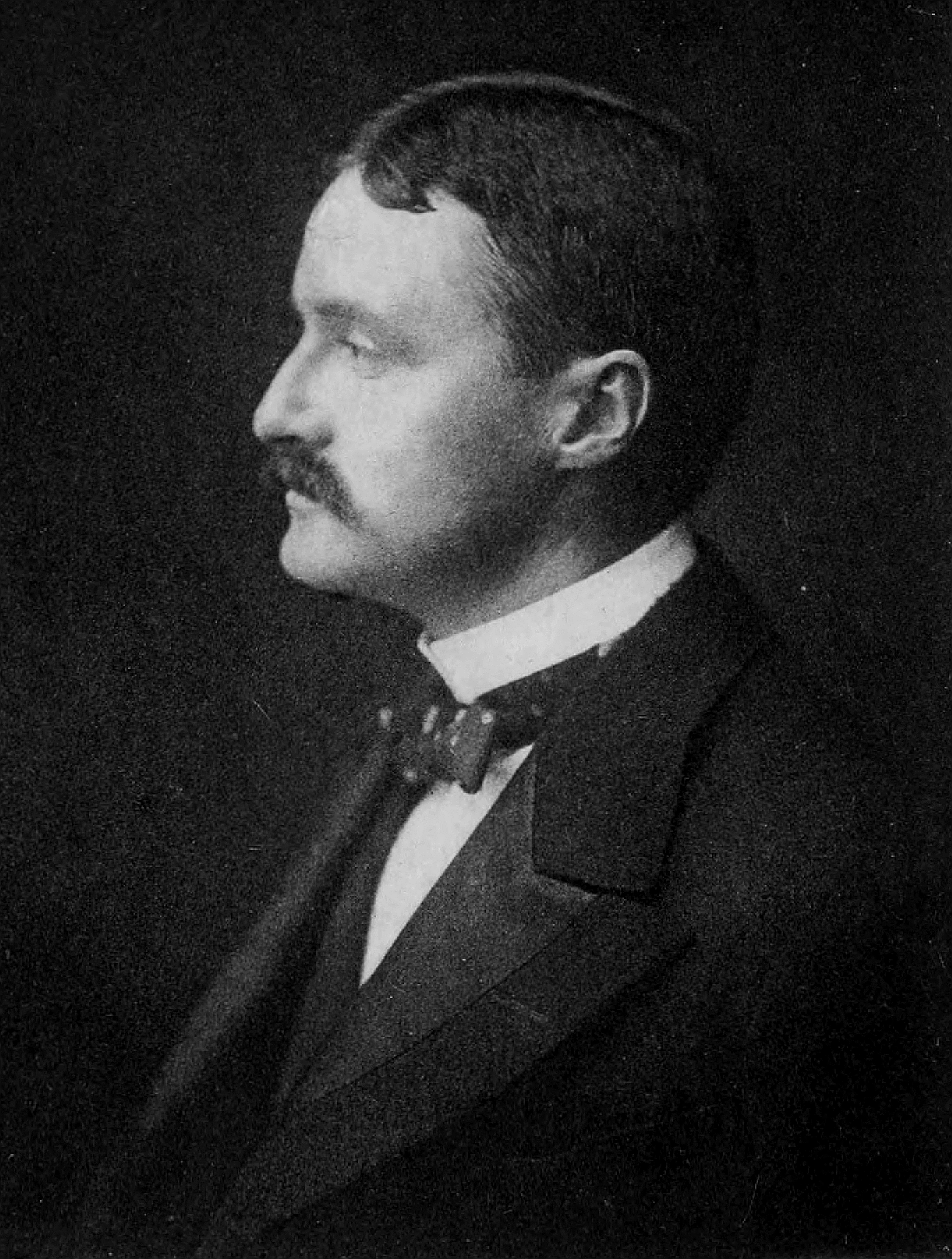
Arthur Donaldson Smith

アーサー・ドナルドソン・スミス（Dr. Arthur Donaldson Smith、1866年4月27日 – 1939年2月19日）は、アメリカ合衆国のアフリカ探検家、医師、軍人。

## 人物
1889年にペンシルベニア大学の医学校を卒業し、その後、アメリカ陸軍の軍人となって大尉としてアフリカ探検に従事した。1890年代に、当時のイギリス領ソマリランド、エチオピア南部、ケニアを踏査し、ルドルフ湖（現在のトゥルカナ湖）に到達する地質学的探検を行なった。スミスの一行には、ライフルで武装した傭兵たちや、剥製師2人、さらに友人の狩猟家などが参加していた。
1901年には、アフリカ探検の功績に対して、王立地理学会から金メダル（パトロンズ・メダル）を贈られた。また、1902年には、アメリカ地理学協会からカラム地理学メダルを贈られた。